# Ein kriminelles Paar
Ein kriminelles Paar (Originaltitel: Les Amants criminels) ist der zweite abendfüllende Film des französischen Regisseurs François Ozon. Er wurde am 18. August 1999 in Frankreich veröffentlicht, kam aber nie in die deutschen Kinos. 2001 wurde er das erste Mal auf Arte gezeigt. Außerhalb der französischen Kinos war der 96 Minuten lange Film auch beim Toronto International Film Festival 1999 zu sehen.

## Handlung
Alice, liiert mit Luc, wird von ihrem Mitschüler Saïd begehrt. Als sie dessen Anziehungskraft nicht ertragen kann, beschließt sie mit Luc, der ihr bedingungslos ergeben ist, Saïd umzubringen. Nachdem Luc die Tat vollzogen hat und sie Saïds Leiche im Wald vergraben haben, verlaufen sie sich. In einer Hütte fern der Zivilisation treffen sie auf deren Bewohner und werden von ihm gefangen genommen. Alice wird im Keller der Hütte, in dem sich mittlerweile auch Saïds Leiche befindet, gefangen gehalten. Luc gerät unterdessen – häufig angeleint – als Sklave unter die Fittiche des kannibalistischen Hüttenbewohners in einem homoerotischen Verhältnis.
Luc und Alice schaffen es, der Hütte zu entkommen. Auf ihrer Flucht schlafen sie miteinander und werden von der Polizei gefunden. Alice wird auf der Flucht erschossen, der Hüttenbewohner und Luc geraten in Polizeigewahrsam.

## Kritiken
„In einer Mischung aus Kriminalstudie und kannibalischem Märchen erzählt er die Geschichte zweier Suchenden. Dabei entsteht eine assoziative Nähe zum grimmschen Märchen von Hänsel und Gretel und Filmklassikern wie Blair Witch Project oder Bonnie und Clyde.“

„Verschrobene und sexuell aufgeladene Variante des ‚Hänsel und Gretel‘-Stoffes voller gewollter Tabubrüche und Anspielungen auf die latente Homosexualität seines jugendlichen Hauptdarstellers.“

„Schräg, schockierend und auch schön.“

„Mit Tropfen auf heiße Steine und 8 Frauen bot François Ozon wunderbar schwule Kinoabende. Nahezu unbekannt ist allerdings dieses frühe Kriminaldrama. Ozon baut das Märchen von Hänsel und Gretel zu einer Erwachsenenversion über Eifersucht, Hörigkeit und sexueller Orientierungslosigkeit aus, das mit allen kindgerechten Interpretationen bricht.“